# Polski Związek Katolicko-Społeczny
De Poolse Katholiek-Sociale Unie (Pools: Polski Związek Katolicko-Społeczny, afk. PZKS) is een rooms-katholieke organisatie in Polen.
De PZKS werd in 1981 gevormd door rooms-katholieke parlementariërs in de Sejm (parlement) die voorheen tot de in 1976 ontbonden Znak-groep hadden behoord. De PZKS streefde nauwe samenwerking met de communistische PZPR na en was sinds 1982 vertegenwoordigd in de Patriottische Beweging voor de Nationale Wedergeboorte (PRON). Onder de vertegenwoordigers van de PZKS in het parlement waren bekende katholieke intellectuelen als Janusz Zabłocki, Zygmunt Zieliński, Wiesław Gwiżdż en Konstanty Lubieński.
Hoewel de PZKS tot 1991 parlementaire vertegenwoordiging had, was het geen partij maar een vereniging. In 2003 werd de PZKS omgezet in een openbare nutsorganisatie.